# Sprite (créature)
Pour les articles homonymes, voir Sprite.
Un sprite est une créature du folklore britannique, faisant partie du petit peuple. Le terme vient du latin spiritus (esprit), et se trouve aussi sous la forme spright, ainsi que spriggan en Cornouailles. En français, le terme est souvent traduit par « lutin ».

## Esprit élémentaire

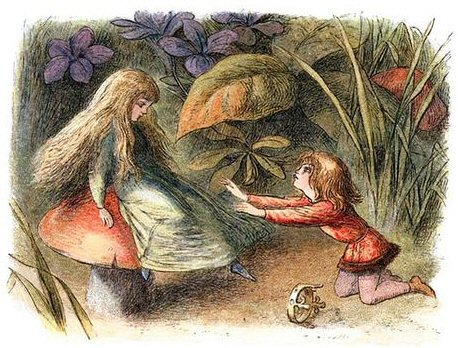
Le prince remercie une water sprite, dans The Princess Nobody d'Andrew Lang.

Le sprite est une petite créature, dans la lignée des elfes, fées, pixies et gnomes. Dans certaines traditions, elle est associée à l'élément air, à l'instar des sylphes.
Le terme est aussi utilisé en anglais pour désigner des créatures liées à l'eau, les water sprites. Elles sont alors similaires aux nymphes de Paracelse.

## Spriggan
Le spriggan est une créature du folklore du Cornouailles, et en particulier de l'ouest du Penwith. Ce sont des créatures laides et grotesques vivant dans les ruines, ainsi que dans les tumulus : elles sont enterrées avec des trésors et servent de gardiens féeriques. Habituellement de petite taille, elles sont réputées pouvoir grandir jusqu'à atteindre une taille gigantesque, et sont parfois considérées comme des fantômes de géants.
Dans les contes, ce sont des êtres détestant les humains et causant des malheurs à ceux qui les ont offensés. Ils déclenchent des tempêtes pour détruire les récoltes et volent les enfants pour les remplacer par des changeons. Dans un conte, une femme âgée fait fuir une bande de spriggans en retournant ses vêtements et met ainsi la main sur leur butin.

## Dans la fiction
Sprite
- Dans les séries de livres jeux Défis fantastiques et Sorcellerie ! (univers de Titan), les sprites apparaissent dans Le Temple de la terreur et La Cité des pièges, et est traduit en français par « lutin » (mais le terme « lutin » a aussi été utilisé pour traduire le terme pixie dans La Citadelle du chaos, La Cité des pièges).

Spriggan